# 항해사
항해사(航海士, navigator)는 선박직원법 4조에 따른 면허를 받은 사람 중 갑판부에서 항해당직을 수행하는 사람을 말한다. 선박이 안전운항을 할 수 있도록 선장 명령하에 부원을 지시하며 항해 관련 기계장비를 정비, 운용한다. 보통 3직제를 구현하기 위해 3명의 항해사(1등 항해사, 2등 항해사, 3등 항해사)로 구성되어 있다.

## 우흥
- 도선사